# فيديريكو بيزارو
فيديريكو بيزارو (بالإسبانية: Federico Pizarro)‏ (17 يناير 1927 ببوينس آيرس في الأرجنتين - 5 أبريل 2003 ببوينس آيرس في الأرجنتين) هو لاعب كرة قدم أرجنتيني في مركز الوسط. لعب مع تشاكاريتا جيونيورز وديبورتيس ماجالانز.

## وصلات خارجية
- فيديريكو بيزارو على موقع قاعدة بيانات كرة القدم.إي يو (الإنجليزية)
- فيديريكو بيزارو على موقع ناشيونال فوتبول تيمز (الإنجليزية)
- فيديريكو بيزارو على موقع عالم كرة القدم.نت (الإنجليزية)